# Сбітнєв Юрій Миколайович
Ю́рій Микола́йович Сбі́тнєв (рос. Юрий Николаевич Сбитнев; 8 жовтня 1931 — 16 квітня 2021) — російський письменник. Праправнук педагога Івана Сбітнєва.

## Біографія
Юрій Миколайович Сбітнєв народився 8 жовтня 1931 року в місті Верея Московської області.
Працював робітником та журналістом - зокрема, в редакціях журналів "Смена" та "Огонек".
1969 року закінчив Літературний інститут імені Горького в Москві. Біля 20 книг присвячені Сибіру, в якому він прожив тривалий час, особливо на Нижній Тунгусці. За його книгами знято три художні фільми, книги перекладені на ряд іноземних мов.
1973 року Сбітнєва прийняли до Спілки письменників СРСР. Нагороджено орденом «Знак Пошани».
З кінця 1980-х років жив у місті Талєж Московської області.  У 2013 році переїхав в Україну і став членом Національної Спілки письменників України. Останні роки займався вивченням "Слова о полку Ігоревім", був натхненником свята у Новгороді - Сіверському "Нетлінне слово", виступив ініціатором встановлення пам'ятника князю Ігорю Чернігівському на Валу, в Чернігові.   
Під час зустрічей з читачами засуджував російську агресію. Називав себе не російським, а руським письменником.